# Rožmitál pod Třemšínem
Rožmitál pod Třemšínem (deutsch Rožmital, 1939–1945: Rosenthal) ist eine Stadt  in der Region Středočeský kraj (Tschechien). Sie liegt am Oberlauf der Skalice.

## Geschichte
Die Besiedlung der Gegend erfolgte durch slawische Stämme bereits im 6. und 7. Jahrhundert. Den ältesten Stadtteil Alt Rosenthal (lateinisch Antiqua civitas) gab es bereits im 10. Jahrhundert. Zu dieser Zeit wurde auch die erste Festung erbaut, die damals den Namen Rosenthal trug und den Herren von Třemšín (z Třemšína) gehörte, genannt nach dem Berg, unter dem sich die Stadt und die Burg befand. Sie stammten vom alten böhmischen Geschlecht der Buzic (Buzický von Buzic) ab.
Der erste historisch nachgewiesene Herrscher war Jetříšek Buzovic, dessen Wappen noch heute die Stadt ziert. Später nahm die Familie den Namenszusatz von Rosental an; der erste, der diesen Namen verwendete, war Königsrat Ulrich Lev von Rosental.
Die Stadt wurde 1347 von Sezim Lev von Rosental zur Hälfte dem Erzbistum Prag geschenkt, das es bis 1436 hielt. Im 16. Jahrhundert verlor die Familie Lev von Rosental die Besitztümer, die in die Hände der bayrischen Ritter Griespek von Griespach fielen. Urahn der Familie, die sich in dieser Epoche in einen bayerischen, Tiroler und böhmischen Ast verzweigte, war Florian Griespek von Griespach († 1588). Sein Verdienst war es, dass die Stadt zu neuen Privilegien kam. Gleichzeitig trat er als Mäzen der Kunst und Wissenschaft auf.
Am 8. Juli 1623 wurde Rosenthal auf Antrag des Prager Erzbischofs Ernst Adalbert von Harrach wieder dem Erzbistum zugesprochen, in dessen Besitz Rosenthal bis 1948 blieb.

## Sehenswürdigkeiten
- Pfarrkirche der Erhöhung des Hl. Kreuzes (1230–1240)
- Kirche des Hl. Nepomuk (1729)
- Eiserne Jungfrau (1880)

## Persönlichkeiten
- Johanna von Rosental (?–1475), böhmische Königin
- Jaroslav Lev von Rosental (1425–1480), böhmischer Adliger
- Jakub Jan Ryba (1765–1815), Komponist
- Bohuslava Rajská (1817–1844), Frauenrechtlerin und Schriftstellerin
- Vincenc Dominik Bíba (1820–1906), Pädagoge
- Rudolf Hofmeister (1868–1934), Schriftsteller
- Miloslav Kříž (1924–2013), promovierter Jurist, Basketballer und FIBA-Funktionär
- Fritz Obiditsch (1926–2013), Soziologe und Pädagoge
- Josef Černý (1939–2025), Eishockeyspieler und -trainer
- Eva Syková (* 1944), Neurowissenschaftlerin
- Václav Hudeček (* 1952), Geiger

## Ortsteile
- Hutě pod Třemšínem (Eisenhammer)
- Nesvačily (Neswatschil)
- Pňovice (Pinowitz)
- Skuhrov (Skuchrow)
- Starý Rožmitál (Alt Rozmital)
- Strýčkovy (Stritschkau)
- Voltuš (Woltusch)
- Zalány (Salan)